# Idioma gurdjar
Gurdjar (Kurtjar) es un idioma pama de la península del Cabo York, Queensland, Australia. Hay dos dialectos, Gurdjar propiamente dicho (Gunggara) y Rip (Ngarap, Areba). Kunggara es otro nombre por uno o por otro.

## Fonología

### Consonantes
|                 | Bilabial | Dental | Alveolar | Retrofleja | Palatal | Velar |
| --------------- | -------- | ------ | -------- | ---------- | ------- | ----- |
| Oclusiva        | p        | t̪      | t        |            | c       | k     |
| Nasal           | m        | n̪      | n        |            | ɲ       | ŋ     |
| Fricativa       | β        | ð      |          |            |         | ɣ     |
| Vibrante        |          |        | r        |            |         |       |
| Vibrante simple |          |        | ɾ        | ɻ~ɽ        |         |       |
| Aproximante     | w        |        | l        | ɻ~ɽ        | j       |       |

### Vocales
|             | Anterior | Anterior redondeada | Central | Posterior |
| ----------- | -------- | ------------------- | ------- | --------- |
| No abiertas | i iː     | ø øː                | ɨ ɨː    | u uː      |
| Abierta     |          |                     | a aː    |           |

Kurtjar también tiene un diptongo /ua/.